# بيتر بان وويندي
بيتر بان وويندي (بالإنجليزية: Peter Pan & Wendy)‏ هو فيلم فنتازيا مغامرات أمريكي لعام 2023 من إخراج ديفيد لوري وانتاج أفلام والت ديزني.